# Ravinia globulus
Ravinia globulus är en tvåvingeart som först beskrevs av Aldrich 1916.  Ravinia globulus ingår i släktet Ravinia och familjen köttflugor.
Artens utbredningsområde är Kuba. Inga underarter finns listade i Catalogue of Life.